# Barnum Brown
Barnum Brown, född 1873 i Carbondale i Kansas, död 1963 i New York, var en amerikansk paleontolog, ibland känd som en av de sista stora dinosaurie-jägarna. Mest känd är han troligen för att han räknas som upptäckaren av rovdinosaurien Tyrannosaurus rex 1902.
Det sägs att Barnum Brown fick sitt förnamn efter P.T. Barnum, något som hans äldre syskon föreslog. Han växte upp på en gård, och började leta fossil 1894. År 1922 gifte han sig med sin andra fru Lilian, innan dess hade han haft en fru som hette Marion, död 1910. Han fick även en dotter, Frances. Barnum Brown avled i New York 1963, 89 år gammal.
Han fann fem skelett efter Tyrannosaurus rex under sin karriär som paleontolog. Han var även med vid upptäckten av Corythosaurus. Han namngav dessutom Ankylosaurus 1908, och beskrev Leptoceratops 1914.